# Edna Guy
Edna Guy (Summit, 1907 – Fort Wayne, 1982) è stata una ballerina statunitense. Antesignana della danza moderna afroamericana visse in un'epoca in cui neri e bianchi non comparivano sul palco insieme. All'età di quindici anni chiese a sua madre di portarla a un concerto di danza nel Greenwich Village dove osservò la pioniera della danza moderna Ruth St. Denis esibirsi nell'Incense Dance. Da quel momento in poi sviluppò una relazione permanente con il mondo della danza moderna, specialmente nel contesto afroamericano.

## Biografia
I genitori di Edna vivevano una misera esistenza, ma incoraggiarono l'interesse della loro unica figlia alla danza, finanziando la sua formazione al meglio delle loro capacità. Dopo aver visto esibirsi Ruth St. Denis, Edna rimase colpita da lei e le inviò un biglietto dietro le quinte che firmò "Edna Guy, ragazza di colore". La St. Denis menziona nella sua autobiografia Una vita incompiuta che fu toccata dal biglietto di Edna; lo stesso biglietto che diede l'impulso ad una continua ondata di corrispondenza tra le due. Edna mitizzava la St. Denis, definendola "totalmente bella" in una delle poesie che più tardi scrisse per lei e desiderava ballare a Denishawn, la scuola allestita dalla St. Denis e suo marito Ted Shawn, ma la St. Denis la giudicò non matura. Tuttavia St. Denis era molto materna nella sua corrispondenza con Edna che durò tra il 1923 e il 1940. Infatti la St Denis stessa scrisse "da quel giorno fino ad ora sono diventata la sua mamma bianca". Questa affermazione è particolarmente significativa perché la madre di Edna morì nel 1920.
Con poche opzioni disponibili nella danza da concerto per le persone della sua razza, Edna fece un'audizione come ballerina del corpo di ballo, ma le non fu mai assegnato nessun ruolo perché era troppo scura. In una lettera la St. Denis rispose alle frustrazioni della Guy dicendo:
"Cara ragazza sì, so che hai costantemente questo problema della razza ed è un grosso problema, ma vedi, cara, sei una piccola ragazza all'oscuro delle condizioni di questa grande città, alcune cose non possono essere forzate o affrettate". Le due erano d'accordo sul fatto che la Guy avesse bisogno di diventare tecnicamente più abile prima di entrare a Denishawn e così rimase sotto la tutela della signora Linnel, la sua insegnante di danza ad Harlem che insegnava danza come intrattenimento e non immergeva Guy nel mondo della danza moderna di cui lei desiderava far parte.
Nel 1924 Edna Guy fu finalmente ammessa alla Denishawn School di New York.

### Gli anni di Denishawn
In una lettera datata 31 agosto 1924 la Guy menziona l'inizio di Denishawn nell'ottobre di quell'anno. La sua insegnante principale era Katherine Edison che le insegnò la tecnica e il gesto drammatico basato sui principi di Delsarte. Prese anche preso lezioni private da Paul Mathis e lezioni di repertorio di Hazel Krans che insegnò le sue danze come Temple Bells e Dancing Girl of Dehli. Guy ha scritto della sua iniziale esperienza a Denishawn in una lettera alla St.Denis: "Il futuro mi riserva molta luminosità - sorrido, imparo, ballo e aspetto - e sono felice". Durante questo periodo, Guy stava anche prendendo lezioni all'Hunter College, studiando dattilografia e stenografia. Viaggiò per la prima volta con la compagnia dal settembre 1927 al maggio 1928 come assistente personale della St. Denis.
Dopo tre anni di formazione a Denishawn, a Guy era permesso soltanto di esibirsi in recital interni, essendo la sua razza il fattore di ostacolo. Nel 1930 continuò come sarta di St. Denis e assistente di guardaroba. Anche in questo periodo Edna, in collaborazione con gli amici, creò balli basati sugli spiritual negri che sua madre amava. Mentre St. Denis era in tour alla Guy fu chiesto di lasciare la compagnia a causa di un malinteso. Tuttavia si riconciliarono più tardi nella vita.

### Dopo Denishawn
Rimasta sola, Edna iniziò a lottare, dedicandosi a lavori strani, compresi quelli di cameriera, cuoca e modella di pittori e fotografi. Fece un provino per delle piece, ma non ottenne mai ruoli, il che le fece affermare che accadeva perché "le ragazze dalla pelle chiara con gli occhi scintillanti" si prendevano tutte le parti. La Guy iniziò a mettersi in contatto con altri artisti come il ballerino/coreografo afroamericano Hemsley Winfield. Lottò con la depressione che interruppe il suo desiderio di fondare la propria compagnia, ma nel marzo del 1931 si esibì con il New Negro Art Theatre come artista in primo piano insieme a Winfield. Per questo spettacolo fece la coreografia e interpretò Madrassi Nautch, una variazione di uno dei più popolari tipi di danze della St.Denis.
Poco dopo, nell'aprile del 1931, con Winfield co-diresse il "Primo Nero Dance Recital in America" durante il quale eseguì il pezzo A Figure From Angkor Wat. Quell'anno mise in scena anche altri lavori, compresi i suoi "dance spirituals" al Chanin Theatre. Nel maggio dello stesso anno tenne un concerto presso l'"Associazione cristiana delle giovani donne" (YWCA) nella 138ª Strada di Harlem in cui la sua coreografia è stata seguita dalla conferenza della St. Denis intitolata Dance as An Art. La Guy risevette anche una menzione nel numero di agosto di Dance Magazine, che annunciava che avrebbe dovuto partecipare a una messa in scena di Salomè di Oscar Wilde con Asadata Dafora, nato in Sierra Leone. Il 7 maggio 1932 Edna organizzò un concerto nella sala Roerich in un programma organizzato dal Conservatorio di musica e scuola dell'espressionismo di Washington, dove eseguì cinque assoli tra cui African Plastique, il suo primo pezzo in cui trattava temi africani.
Nel 1937 Guy cementò il suo ruolo di organizzatore nella comunità di danza afro-americana quando lei e Allison Burroughs organizzarono la Negro Dance Evening il 7 marzo. Questo spettacolo catapultò la compagnia di Katherine Dunham, che all'epoca includeva il ballerino/coreografo Talley Beatty, sotto i riflettori. Il concerto evidenziava diverse culture della diaspora africana. Nella terza parte del programma, soprannominato United States, il pezzo Shout fu interpretato dalla Guy e Burroughs con Clarence Yates, Archie Savage, Leonard Barros. Nella parte finale del concerto, Modern Trends, Edna eseguì il suo assolo After Gauging. Il programma si concluse con un'esibizione di Negro Songs of Protest, un pezzo co-coreografato da lei e Burroughs. Lo spettacolo fu recensito su Dance Magazine e considerato una "spettacolare rappresentazione". In quello stesso anno Guy organizzò "Dance International" che ebbe luogo al Rockefeller Center e presentò esibizioni di circa quaranta gruppi. Nel 1938 Edna Guy aprì una scuola di danza a New York e nel 1939 fece parte del comitato della American Dance Association.

### Anni successivi
Edna Guy sposò Walter McCully il 21 maggio 1939 e in seguito si trasferì con lui a Enfield, nel New Hampshire. A quel punto aveva abbandonato la sua carriera di ballerina, in parte a causa della Grande depressione. Subì una serie di attacchi di cuore a metà degli anni '40. Negli anni '60 viveva nuovamente nella città di Hudson, New York. Edna Guy morì nel 1982 a Fort Wayne, in Texas, dove aveva vissuto negli ultimi otto anni.

## Lavori di Edna Guy
- Madassi Nautch (1931)
- Luleta’s Dance (1932)
- After Gaugin (1932)
- Gimme Yo Han (1932)
- Juba (1932)
- Negro Songs of Protest (co- choreographed with Alison Burroughs; 1937)